# Danh sách câu lạc bộ bóng đá ở Sierra Leone
Đây là danh sách các câu lạc bộ bóng đá ở Sierra Leone.
Về danh sách đầy đủ, xem Thể loại:Câu lạc bộ bóng đá Sierra Leone

## A
- Anti Drugs Strikers

## B
- Bai Bureh Warriors
- Bintumani Scorpions
- Bo Rangers

## C
- Central Parade

## D
- Diamond Stars

## E
- East End Lions
- Easton Rangers

## F
- FC Johansen
- Freetown City F.C.

## G
- Gem Stars F.C.
- Goderich United
- Golden Dragon F.C.
- Golf Leopards

## K
- Kakua Rangers F.C.
- Kallon F.C.  formerly Real Republicans
- Kamboi Eagles

## M
- Manchester City
- Mighty Blackpool
- Mount Aureol
- Murray Town Rovers

## N
- Nepean Stars

## O
- Old Edwardians F.C.

## P
- Ports Authority F.C.

## R
- Real Republicans F.C.
- Regent Olympic F.C.
- Republic of Sierra Leone Armed Forces FC

## W
- Waterloo Strikers
- Wellington People F.C.
- Wusum Stars

## Y
- Yambatui Stars